# プロジェクトリーズ
プロジェクトリーズ株式会社は、岐阜県多治見市に本部を置き、学習塾を運営する企業。

## 概要
1990年（平成2年）7月設立。代表取締役社長は水野叡伺。本部所在地は岐阜県多治見市音羽町2-27。
事業所（リード進学塾・リード予備校）は岐阜県内に小・中等部37ヶ所、高等部13ヵ所。